# Паром «Анна Каренина»
Паром «Анна Каренина» — российский художественный фильм 1993 года. Первый из двух фильмов, снятый актрисой Александрой Яковлевой (Иванес) в качестве режиссёра. Вторым фильмом стала картина «Князь» 2021 года, в ней рассказывается про Александра Невского и любовь к Родине.

## Сюжет
Журналистка Евгения работает на питерском телевидении и однажды встречает парашютиста. Его характер и поведение утомляют героиню, и она выходит замуж за знаменитого «чёрного журналиста», который делает пакости её другу. Когда героиня узнаёт о проблемах, которые устроил её муж, она обращается к старому товарищу, директору пароходства. Он помогает парашютисту уехать из страны, а затем подыскать для Жени жениха в Германии.

## В ролях
- Александра Яковлева — Женя
- Юрий Беляев — директор пароходства
- Саулюс Баландис — парашютист
- Лидия Федосеева-Шукшина
- Андрей Пономарев
- Сергей Кушаков
- Евгений Сидихин — командир легиона
- Валерий Носик
- Нелли Попова